# Klamath County
Klamath County je okres amerického státu Oregon založený v roce 1882. Správním střediskem je město Klamath Falls. V okrese žije 66 380 obyvatel (2010).